# BMW X5
BMW X5 је луксузни кросовер више класе који производи немачка фабрика аутомобила BMW од 1999. године.
X5 је први пут представљен 1999. године. То је био први BMW-ов СУВ, а имао је и погон на свим точковима и био је доступан са ручним или аутоматским мењачем. BMW је X5 брендирао као спортско активно возило (Sport Activity Vehicle (SAV)), а не као СУВ, како би нагласио своје способности на путу, упркос величини. BMW X5 се први изграђивао на самоносећој каросерији, док је М-класа користила ту  платформу од своје друге генерације 2005. године. X5 дели своје основне перформансе са луксузном лимузином BMW серије 5.
Главни конкуренти су му Ауди Q7, Мерцедес ГЛЕ класе, затим Лексус RX и Џенезис GV80.
Производи се, у зависности од генерације, у месту Грер (Сједињене Државе), у Мексику, као и у Калињинграду (Русија), Тајланду, Индонезији и Индији.
BMW X5 је био први модел из серије X, касније се серија X шири на X3, X6, X1, X4, X2 и X7.

## Историјат

### Прва генерација (E53; 1999–2006)
Прва генерација BMW E53 се производила између 1999. и 2006. године. Развијен је у време када је BMW поседовао Ланд Ровер и као такав дели многе компоненте и дизајн са Ренџ Ровер Л322 моделом (конкретно Hill Descent систем и оф-роуд систем управљања) и BMW E39 из серије 5 (мотори и електронски системи). Систем за забаву у аутомобилу (радио функцију, навигациони систем, ТВ и телекомуникационе системе), делио је са осталим моделима BMW-а и Л322.
Рестајлинг је представљен крајем 2003. године за моделску 2004. годину. Уграђивали су се бензински мотори од 3.0 редни шестоцилиндрични (R6), 4.4, 4.6 и 4.8 сви V8 и дизелски 2.9 и 3.0 (R6).

### Друга генерација (E70; 2006–2013)
Друга генерација BMW E70 се производила од 2006. до 2013. године. Одликује се многим новим технолошким достигнућима, укључујући BMW-ов iDrive систем као стандардну опрему и први пут у BMW-у, опционо трећи ред седишта које је повећало капацитет путника на седам.
Верзија високих перформанси BMW X5 М представљена је новинарима на сајму аутомобила у Њујорку у априлу 2009. године, а на тржишту се појавила у септембру исте године као модел из 2010. године. Дели исти погонски склоп као и BMW X6 М.
Рестајлинг је урађен 2011. године познат као LCI ажурирање. За моделску 2011. годину, BMW X5 (Е70) био је трећи најпродаванији модел BMW-а, након првог места BMW серије 3 (Е90) и другог BMW серије 5 (F10).

### Трећа генерација (F15; 2013–2018)
BMW F15 је трећа генерација X5 кросовера, представљена маја 2013. године, а званично на сајму аутомобила у Франкфурту септембра 2013, а на тржишту је од новембра исте године. Производила се до 2018. године.
Дели исту шасију и исто међуосовинско растојање са претходном генерацијом и у почетку је лансиран са избором од три мотора: V8 бензинским мотором снаге 450 КС (xDrive50i) и два шестоцилиндрична дизелска агрегата, који производе 258 КС са једним турбом (xDrive30d) и 381 КС са три турбa (M50d M Performance). Од децембра 2013. доступне су додатне опције мотора: xDrive40d, xDrive35i и по први пут на моделу X5, два четвороцилиндрична мотора xDrive25d и sDrive25d. Каснијих година, BMW је додао PHEV (плаг-ин хибридно електрично возило) xDrive40e са једним турбом и редним четвороцилиндрашем. Такође xDrive40e има електрични капацитет од 83 kW, 55 kW непрекидне употребе са 9 kWh 351V литијум-јонским батеријама.

### Четврта генерација (G05; 2018–)
BMW G05 је четврта и тренутна генерација X5. Информације о G05 објављене су на интернету 6. јуна 2018, а на тржишту се нашао новембра исте године. Модели високих перформанси X5 M и X5 M Competition откривени су 1. октобра 2019. године.
Заснован је на Cluster Architecture (CLAR) платформи, која се може наћи и у серији 7 (G11) и серији 5 (G30). Одликује се „мулти-линк” суспензијом и са погоном на сва четири точка или прилагодљивом ваздушном суспензијом који се може подићи или спустити за 40 мм. У поређењу са претходником G05 је дужи за 36 мм, шири за 66 мм и већи за 19 мм.
Године 2020, додат је плаг-ин хибридни модел xDrive45e. Поседује Б58 мотор и електромотор од 82 kW, комбиноване снаге 290 kW и већи капацитет батерија од 24 kWh.